# Hartington (miasto)
Hartington – miasto w Stanach Zjednoczonych, w stanie Nebraska, ośrodek administracyjny hrabstwa Cedar.